# Geoffroyus geoffroyi
Il pappagallo guancerosse (Geoffroyus geoffroyi) è un uccello della famiglia degli Psittaculidi.